# Alice Rechsteiner
Alice Rechsteiner-Brunner (* 23. Dezember 1896 in Küsnacht; † 22. August 1946 in Teufen; heimatberechtigt in Küsnacht, nach der Heirat in Wald und St. Gallen) war eine Schweizer Frauenrechtlerin aus dem Kanton Appenzell Ausserrhoden.

## Leben
Alice Brunner war eine Tochter von Edwin Brunner, Ingenieur sowie Kantonsrat, und der Lina Melanie Vogt. Sie besuchte die Primarschule in Küsnacht und die Freie Schule in Zürich. Nach einem Aufenthalt in der Westschweiz absolvierte sie von 1914 bis 1916 die Höhere Töchterschule in Zürich. Bis zur Heirat war sie freiwillige Helferin im «Tannenhof», dem stadtzürcherischen Zufluchtshaus für gefährdete und gestrandete weibliche Jugendliche. 1921 heiratete sie Otto Rechsteiner, Bezirksgerichtspräsident und Mitinhaber eines Stickereihandelshauses in St. Gallen.
1924 wurde Alice Rechsteiner in das von Clara Nef präsidierte Kantonalkomitee der Pro Juventute Appenzell Ausserrhoden gewählt. Sie war Nefs wichtigste Mitstreiterin. Von 1926 bis 1928 war sie Mitleiterin der Kommission zur Vorbereitung des appenzellischen Beitrags zur ersten Schweizerischen Ausstellung für Frauenarbeit (SAFFA) in Bern. Ab 1929 amtierte sie als Kassierin der von ihr mitbegründeten Frauenzentrale Appenzell Ausserrhoden. Von 1935 bis 1944 hatte sie das Amt der Aktuarin des Bundes Schweizerischer Frauenvereine inne. In ihrer Wohngemeinde Teufen setzte sich Rechsteiner für Mütterberatung und Familienfürsorge ein.